# Tain-l'Hermitage
Tain-l'Hermitage é uma comuna francesa na região administrativa de Auvérnia-Ródano-Alpes, no departamento de Drôme. Estende-se por uma área de 4,85 km². Em 2010 a comuna tinha 6 337 habitantes (densidade: 1 306,6 hab./km²).